# Georges Izambard

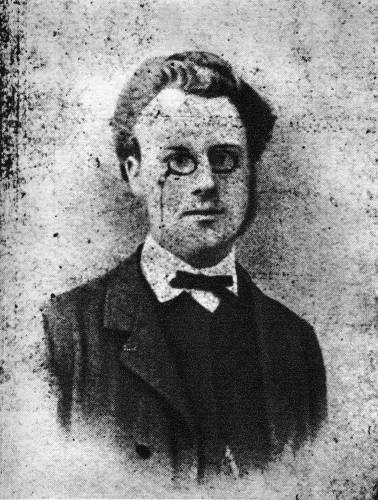
Georges Izambard por volta de 1890, o fotógrafo é desconhecido

Georges Alphonse Fleury Izambard (Nascido em 11 de Dezembro de 1848 em Paris– Fevereiro de 1931) foi um professor francês, mais conhecido como o professor e mestre do poeta Arthur Rimbaud. Ele lecionou no Collège de Charleville em Charleville, onde seu apelido era "Zanzibar".

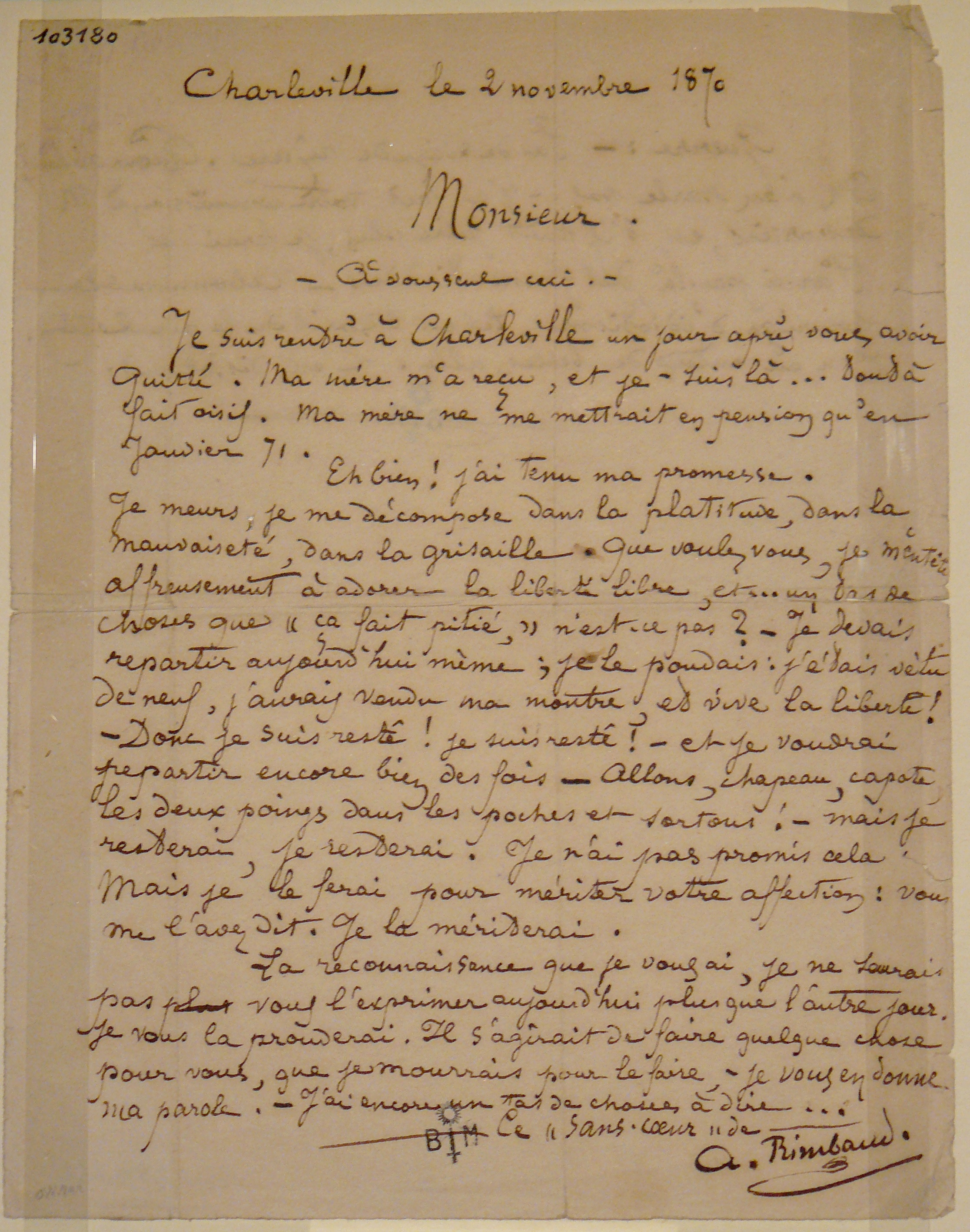
Carta de Rimbaud para Izambard

Em 4 de maio de 1870, a mãe de Rimbaud escreveu para o professor Izambard para se queixar sobre ele ter dado a Rimbaud o livro Os Miseraveis do escritor Victor Hugo para seu filho ler. Em maio de 1871, Rimbaud enviou uma carta importante para Izambard.  Nesta carta, (a qual inclui o poema "Le Cœur supplicié"), ele afirma que ele deseja ser um poeta e que está trabalhando para se tornar um vidente
Je veux être poète, et je travaille à me rendre voyant   : vous ne compreendrez pas du tout, e je ne saurais presque vous expliquer. O dispositivo de chegada ao desconectado por todos os sentidos. Os souffrances são os mamíferos, mais o faut ou forte, o néon poeta, e você me reconectar poeta. Este é o pas du tout ma faute. C'est faux de dire   : Je pense   : em devrait dire   : Em mim pense. - Perdão do jogo. - Je est un autre. Tant pis pour le bois qui tres violon, and nargue aux inconscients, qui ergotent sur ce qu'ils ignorant tout to fait!
Tradução
Desejo ser poeta e estou trabalhando para me tornar um vidente: você não entenderá nada e eu nem saberia como explicar isso para você. É uma questão de chegar ao desconhecido através dos desregramento de todos os sentidos. O sofrimento é enorme, mas é preciso ser forte, nasci poeta e aceitei o meu destino como poeta. Não é minha culpa. É errado dizer "eu acho"; alguém deve dizer "Eu estou pensado" - Perdoe o jogo de palavras - eu sou outro. Muito ruim para a madeira que se acha violino [...], que discutem sobre coisas sobre as quais nada sabem!

## Trabalhos publicados
- Izambard, Georges (2010), Rimbaud Tel Que Je l Ai Connu, ISBN 978-2844281388 (em francês), Rennes: Éditions La Part Commune

https://www.amazon.com.br/Rimbaud-tel-que-lai-connu/dp/2844181384